# Diogo de Meneses (governador da Índia)
Dom Diogo de Meneses (c. 1520 - Cascais, 2 de agosto de 1580) foi um militar e administrador colonial português.

## Biografia
Em 28 de Janeiro de 1547 tomou de assalto a cidade portuária de Baroche, na costa da Cambaia, ainda na pendência do vice-reinado de D. João de Castro.
Exerceu o cargo de capitão-mor da Fortaleza de Malaca e foi o 26.º governador da Índia, de 1576 a 1578, em substituição de Rui Lourenço de Távora, que faleceu durante a viagem para o Estado Português da Índia. Durante o seu governo registou-se a derrota portuguesa na Batalha de Alcácer-Quibir, que contribuiu para a degradação progressiva do Império Português no Oriente.
Lutou ao lado de D. António de Portugal, Prior do Crato, contra a invasão do reino por D. Filipe II de Espanha na Captura de Cascais, vindo a cair prisioneiro e, posteriormente, a ser decapitado (ou enforcado) por ordem do Duque de Alba:
"Após atacar o Castelo de Setúbal, as tropas castelhanas iam submetendo os redutos anti-filipistas. Em Cascais, no mês de agosto, o Duque de Alba venceu a guarnição portuguesa enforcando o comandante dela, D. Diogo de Meneses, além do alcaide Henrique Pereira e dois artilheiros".

## Homenagens

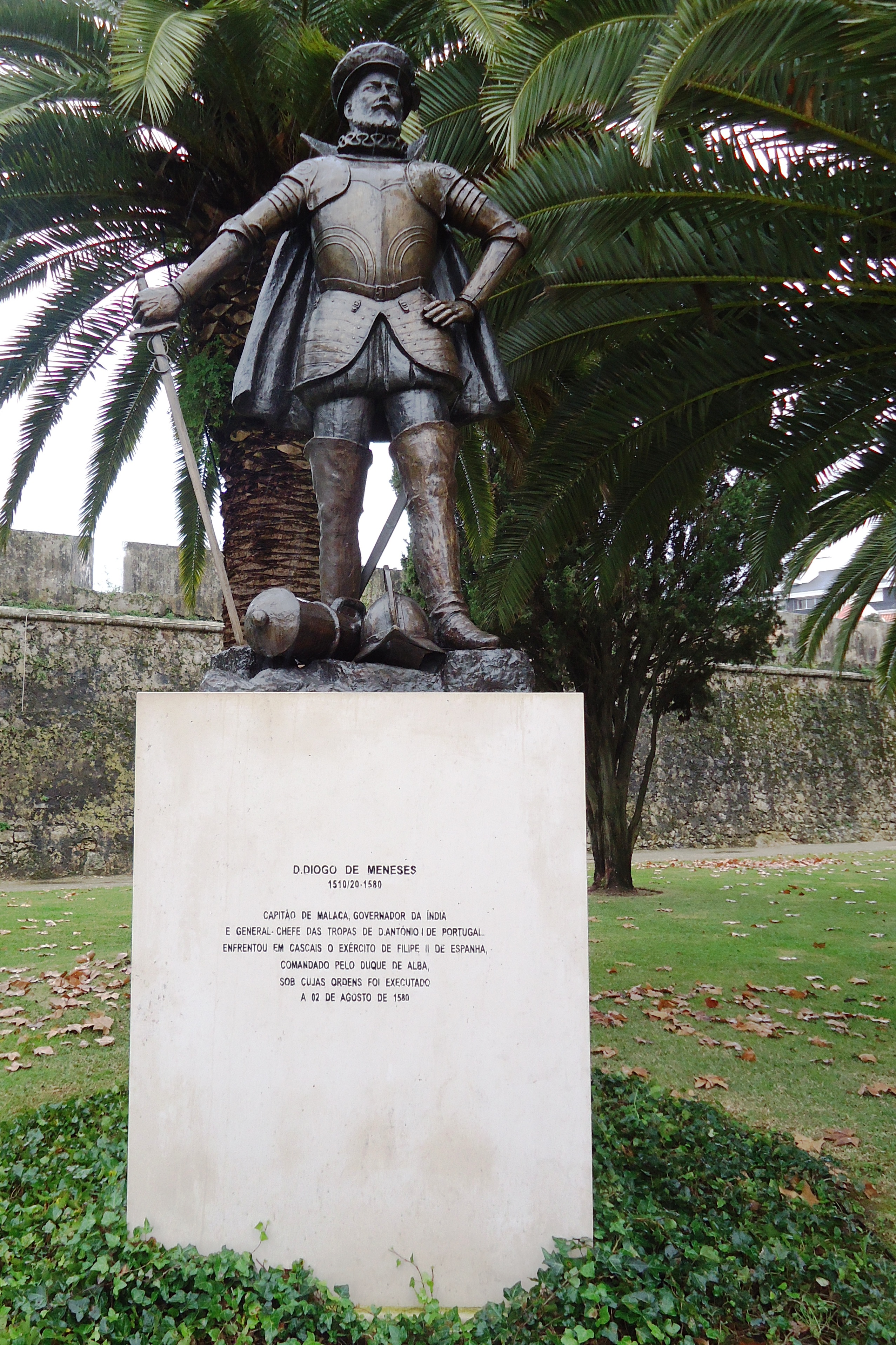
D. Diogo de Meneses, Cidadela de Cascais (bronze de Augusto Gil, 2010).

Em sua homenagem, a 17 de abril de 2010 foi inaugurada no exterior da Cidadela de Cascais uma estátua sua, de corpo inteiro, em bronze, da autoria de Augusto Gil: 
"26.º Governador da Índia chamado a organizar a defesa em Portugal contra a entrada do exército espanhol em território nacional, primeiro no Alentejo e depois em Cascais, tendo sido executado (na fortificação à data existente na Cidadela de Cascais) pelos invasores por não se ter entregue nem rendido."